# Osmia kohli
Osmia kohli là một loài Hymenoptera trong họ Megachilidae. Loài này được Ducke mô tả khoa học năm 1899.